# Со Сон Ин
Со Сон Ин (кор. 서성인; род. 18 июля 1959, Сеул) — южнокорейский боксёр, представитель второй легчайшей весовой категории. Выступал на профессиональном уровне в период 1978—1985 годов, владел титулом чемпиона мира по версии IBF.

## Биография
Со Сон Ин родился 18 июля 1959 года в Сеуле, Южная Корея.
Дебютировал в боксе на профессиональном уровне в октябре 1978 года, однако свой первый бой проиграл по очкам такому же дебютанту Чан Мун Пё. Позже ещё дважды встречался с этим боксёром, во втором поединке вновь проиграл судейским решением, тогда как в третьем всё-таки сумел выиграть. Выступал преимущественно на территории Южной Кореи и в дальнейшем сделал серию из 17 побед подряд, в том числе завоевал вакантный титул чемпиона Южной Кореи во второй легчайшей весовой категории, победив по очкам другого претендента Чон Ги Ёна, будущего чемпиона мира.
Благодаря череде удачных выступлений в 1983 году Со удостоился права оспорить введённый титул чемпиона мира во втором легчайшем весе по версии Международной боксёрской федерации (IBF) и встретился с филиппинцем Бобби Берной. Тем не менее, в десятом раунде потерпел от него поражение техническим нокаутом и не смог забрать титул.
В апреле 1984 года между Со Сон Ином и Бобби Берной состоялся матч-реванш, на сей раз корейский боксёр победил техническим нокаутом в десятом раунде и получил звание чемпиона мира.
Свой чемпионский титул Со сумел защитить только один раз, отправив в нокаут никарагуанца Клео Гарсию. В рамках второй защиты в январе 1981 года сам оказался в нокауте, проиграв соотечественнику Ким Дживону. Спустя несколько месяцев вновь встретился с Кимом, чтобы вернуть себе титул чемпиона мира, но проиграл нокаутом в первом же раунде — на этом поражении принял решение завершить карьеру профессионального спортсмена. В общей сложности провёл на профи-ринге 27 боёв, из них 22 выиграл (в том числе 9 досрочно) и 5 проиграл.